# Lóránd Hegyi

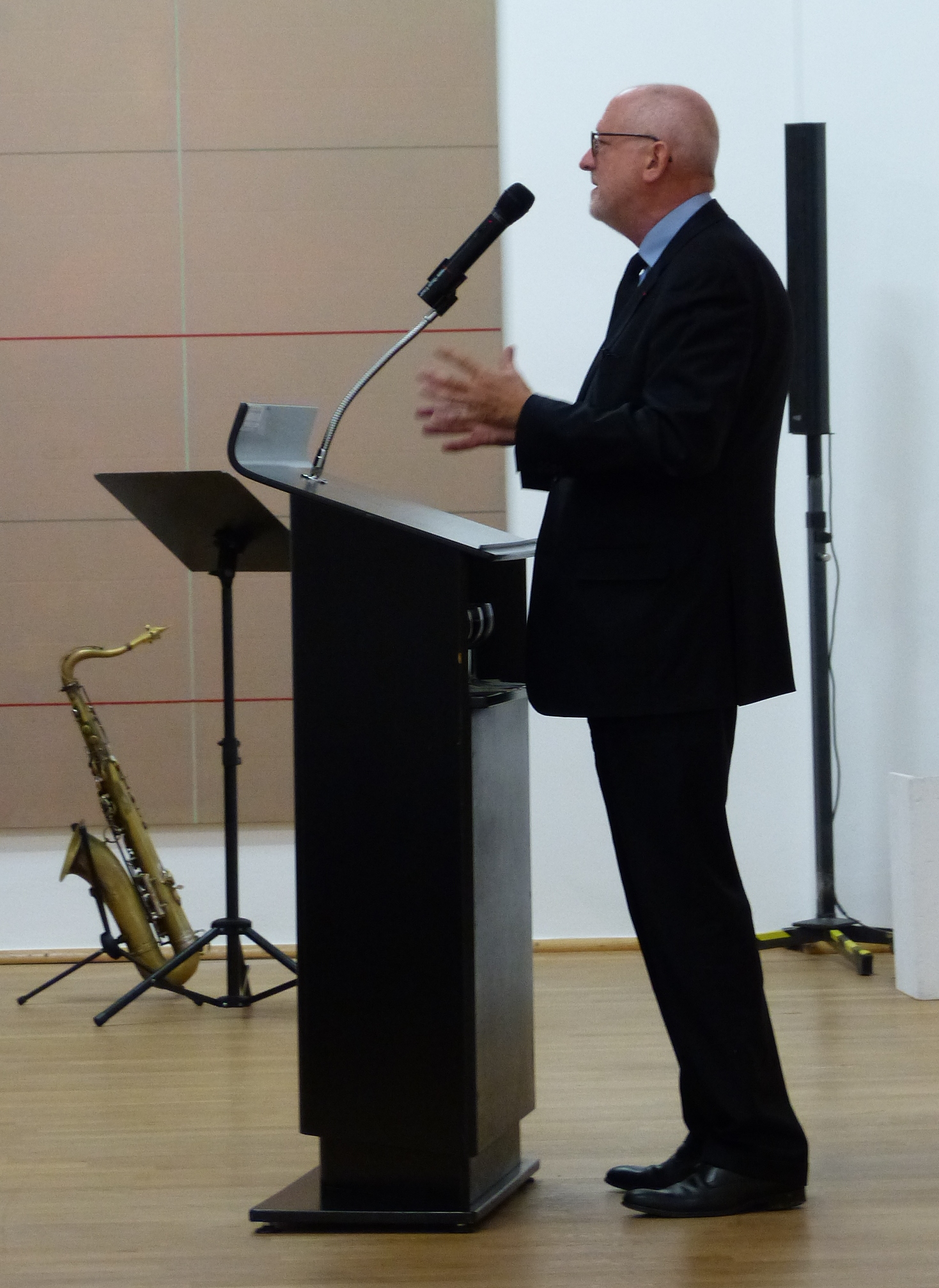
Lóránd Hegyi (2014)

Lóránd Hegyi (* 19. April 1954 in Budapest) ist ein aus Ungarn stammender Kunsthistoriker und Kurator.
Er war Co-Kurator der Biennale Venedig 1993, Kurator der Triennale Kleinplastik 1995 in Fellbach, Kurator der Biennale Valencia 2003 und Direktor des MUMOK in Wien. Er ist Direktor des Musée d’art moderne in Saint-Etienne sowie Kurator für die Esterházy-Privatstiftung.
Lorand Hegyi stellte systematisch viele große Meister der zeitgenössischen Kunst vor, wie zum Beispiel Jannis Kounellis, Salvatore Garau, Michelangelo Pistoletto, Giovanni Anselmo, Günther Uecker, Dennis Oppenheim, Richard Nonas, Joel Shapiro, Roman Opałka, Orlan, Bertrand Lavier, Gilbert & George, Anne und Patrick Poirier, Georg Baselitz, Tony Cragg, Peter Halley, Anish Kapoor.

## Biografie
Hegyi unterrichtete in den 1980er Jahren an der Eötvös-Loránd-Universität in Budapest und an der Universität Graz.
Er leitete von 1990 bis 2001 das Museum für Moderne Kunst Wien. In dieser Zeit baute er eine der größten Sammlungen osteuropäischer Kunst in Europa auf. Eine weitere Station seines Wirkens war Sarajevo, wo er 1991 das Trigon Projekt startete, an dem Künstler aus Österreich, Jugoslawien und Ungarn teilnahmen. Bei Ausbruch des südslawischen Krieges bestand er darauf, dass die serbischen Künstler unter den Ausstellern blieben. Die Ausstellung war in München und Triest zu sehen. Als 1993 der Krieg in Sarajevo ausbrach, kämpfte er dafür, dass alle jugoslawischen Volksgruppen an der Biennale in Venedig teilnehmen konnten. Dies sollte den Zusammenhalt der Künstler in dieser tragischen Situation sichern.
Seit Juli 2003 ist Hegyi Direktor des Museums für Moderne Kunst in Saint-Étienne und leitet dort die zweitgrößte Sammlung zeitgenössischer Kunst in Frankreich.
Er legte zwischen 2002 und 2006 den Grundstein für den Palazzo delle Arti di Napoli als Galerie und Museum, die er vier Jahre lang leitete. Er war auch Kurator mehrerer Ausstellungen.

## Publikationen
Hegyi hat zahlreiche Arbeiten über zeitgenössische Kunst in französischer und englischer Sprache veröffentlicht. Schwerpunkt seiner Publikationen ist die Kunst Ostmitteleuropas.
Sein Essayband Die Zerbrechlichkeit der Sprache reflektiert in der ersten Hälfte die Kunst- und Kulturgeschichte Ost- und Mitteleuropas, in der zweiten Hälfte analysiert Hegyi die Entwicklung der künstlerischen Sprache vom 20. Jahrhundert bis heute.
Bekannte Publikationen:
- Nouvelle Sensibilité: changements du paradigme (1983)
- Expériences et Fictions: Modèles d’Avant-garde (1993)
- The „space mosaics“ of Susanne Riegelnik (1995)
- Avant-gardes et Transavangardes : Périodes de l’art moderne (1996)
- Alexandria (1998)
- Roman Opalka (2000)
- I love You (2003)
- Salvatore Garau, GLV, Milano (2004)
- Diversities (2004)
- The Courage to be Alone – Re-inventing of Narratives in Contemporary Art (2004)
- Napoli presenze. Posizioni e prospettive dell’arte contemporanea (2005)
- Micro-Narratives (2008)
- Salvatore Garau. Photogrammes avec horizon (2009)
- Fragilité de la narration (2009)
- Salvatore Garau, Rosso Wagner (2015)
- Salvatore Garau 1993/2015 papèis e telas, Editore Ambasciata Italiana, Museu Nacional do Conjunto Cultural da República, Brasilia, Brasile (2016)

## Auszeichnungen
- 1999: Ritter des Ordre des Arts et des Lettres
- 2000:  Großkreuz des Ordens del Merito Civil
- 2009: Ritter der Ehrenlegion[3]
- 2014: Österreichisches Ehrenkreuz für Wissenschaft und Kunst I. Klasse
- Cavaliere dell’ Ordine al Merito della Repubblica Italiana